# Tamsweg
Tamsweg este o comună în districtul cu același nume (Tamsweg (Lungau)) din landul Salzburg, Austria.

## Date geografice
Tamsweg se află la poalele muntelui Preber în partea de est a bazinului Lungau, într-o depresiune largă la confluența lui Mur cu „Lungauer Taurach” și „Leißnitzbach”, aproape cu granița landului Steiermark.

## Localități vecine
- la nord Lessach
- la est Ranten
- la sud-est Sankt Ruprecht-Falkendorf, Stadl an der Mur si Predlitz-Turrach
- la sud Ramingstein
- la sud-vest Unternberg
- la vest Mariapfarr
- la nord-vest Sankt Andrä im Lungau